# Something in the Air
"Something in the Air" é uma canção gravada pela banda britânica Thunderclap Newman para seu álbum Hollywood Dream em 1969. Lançada como single no mesmo ano, alcançou a 1ª colocação da UK Singles Chart, permanecendo na posição por três semanas. Desde então foi utilizada em filmes, na televisão e em comerciais, ganhando também versões por diversos artistas.

## Produção
Pete Townshend produziu o single, fez o arranjo de cordas, e tocou baixo sob o pseudônimo "Bijou Drains". A canção foi originalmente chamada de "Revolution", tendo o nome mudado para evitar ser confundida com a canção homônima dos Beatles. Combinando o violão arrastado e a guitarra resplandecente de Jimmy McCulloch, a bateria poderosa e o falsetto nostálgico de John Keene com o solo de piano aprazível de Andy Newman, "Something in the Air" foi um esforço em capturar a rebelião pós-flower power da época.

## Resposta
O single alcançou o 1° lugar das paradas musicais britânicas apenas três semanas após seu lançamento. O sucesso obtido surpreendeu a todos os envolvidos—não havia ao menos planos de promover o grupo com apresentações ao vivo. A formação foi eventualmente reunida ao baixista Jim Pitman-Avory e ao baterista Jack McCulloch (irmão de Jimmy) para a realização de alguns concertos.
O single seguinte, "Accidents", foi lançado somente em maio de 1970, alcançando a 44ª colocação nas paradas britânicas. A posição máxima alcançada pelo álbum, enquanto isso, foi a de 163ª na Billboard.